# 顧鈺
顧鈺（1755年—1798年），字式度，號容莊，江蘇無錫人。清朝官员。

## 生平
顧鈺為乾隆五十二年（1787年）丁未科進士，曾任吏部稽勳司郎中，官至福建道監察御史。

## 家族
顧鈺出身于无锡顾氏，其家族据称为三国吴丞相顾雍之后，明初自苏州迁至无锡胶山，明中期曾有顾可学、顾可适、顾可久兄弟进士。此后至清末家族又有多人登科。